# Acetofenon
Acetofenon (aceto- + fen[ol]+[ket]on, fenil-metil-keton), 1-feniletanon, ACP, C6H5COCH3) je najjednostavniji alifatsko-aromatski keton. Bezbojna je i uljasta tekućina, ili bezbojni, lako taljivi kristali, u vodi netopljivi, ugodna mirisa na narančin cvijet ili jasmin. Upotrebljava se u parfumeriji i kao otapalo. U prirodnom stanju ima ga u marelici, jabuci, cvjetaču i drugdje.